# Drugie oblicze
Drugie oblicze (ang. The Place Beyond the Pines) – amerykański dramat z 2012 roku w reżyserii Dereka Cianfrance. Wyprodukowany przez Open Road Films.

## Opis fabuły
Kiedy nieposiadający absolutnie nic Luke dowie się, że ma syna, zrobi wszystko, by zyskać rodzinę. Jego decyzje zmienią życie wielu osób.

## Obsada
- Ryan Gosling jako Luke
- Bradley Cooper jako Avery Cross
- Rose Byrne jako Jennifer
- Eva Mendes jako Romina
- Ray Liotta jako Deluca
- Dane DeHaan jako Jason Osiason
- Bruce Greenwood jako Bill Killcullen
- Ben Mendelsohn jako Robin Van Der Zee